# 新潟県道169号寺泊与板線
新潟県道169号寺泊与板線（にいがたけんどう169ごう てらどまりよいたせん）は新潟県長岡市内を通る一般県道である。

## 概要

### 路線データ
- 起点：新潟県長岡市寺泊金山（国道402号交点）
- 終点：新潟県長岡市与板町南中字屋敷付（国道403号・新潟県道473号槇下南中線交点）

## 地理

### 通過する自治体
- 新潟県
  - 長岡市

### 接続する道路
- 国道402号（北陸道）（起点：長岡市寺泊字田ノ尻）
- 新潟県道276号夏戸寺泊停車場線（長岡市寺泊夏戸字川西）
- 新潟県道277号郷本桐原停車場線（長岡市寺泊夏戸 - 長岡市島崎で重複）
- 国道116号（和島バイパス）（大武交差点）（「新潟県道277号郷本桐原停車場線」重複区間）
- 新潟県道574号寺泊西山線（島崎交差点）
- 新潟県道69号長岡和島線（島崎交差点 - 長岡市与板町城山1丁目で重複）
- 新潟県道192号久田小島谷線・新潟県道193号出雲崎柿の木小島谷線（長岡市小島谷字中ノ西）（「新潟県道69号長岡和島線」重複区間）
- 新潟県道443号阿弥陀瀬上条線（長岡市阿弥陀瀬字前田）（「新潟県道69号長岡和島線」重複区間）
- 新潟県道170号与板関原線（長岡市与板町槇原字夏井入）
- 国道403号・新潟県道69号長岡和島線・新潟県道473号槇下南中線（終点：南中交差点）（「国道403号」・「新潟県道69号長岡和島線」重複区間）

### 周辺
- JR越後線 小島谷駅
- 長岡市役所 和島支所
- 長岡市立和島小学校
- 伊勢崎佐波臨海学校
- 第四北越銀行 島崎支店
- 新潟大栄信用組合 和島支店
- JA越後さんとう
  - 与板支店
  - 北部中央支店
- 大津簡易郵便局
- 寺泊水族博物館
- 金山海水浴場
- 寺泊温泉
- 道の駅良寛の里わしま
- 信濃川

## その他
- 路線名の「寺泊」・「与板」は、起点・終点付近の旧自治体名（新潟県三島郡寺泊町、同郡与板町）に由来する。